# Tepuibasis rubicunda
Tepuibasis rubicunda är en trollsländeart som beskrevs av De Marmels 2007. Tepuibasis rubicunda ingår i släktet Tepuibasis och familjen dammflicksländor. Inga underarter finns listade i Catalogue of Life.